# Brentenjoch
Brentenjoch är ett bergspass i Österrike.   Det ligger i distriktet Reutte och förbundslandet Tyrolen, i den västra delen av landet, 400 km väster om huvudstaden Wien. Brentenjoch ligger 2 000 meter över havet.
Terrängen runt Brentenjoch är kuperad åt nordväst, men åt sydost är den bergig. Brentenjoch ligger uppe på en höjd. Runt Brentenjoch är det ganska glesbefolkat, med 26 invånare per kvadratkilometer.. Närmaste större samhälle är Reutte, 11,4 km sydost om Brentenjoch. 
I omgivningarna runt Brentenjoch växer i huvudsak blandskog.